# 1402
| [ Edytuj tabelę ]                          | |
| Król Polski                                | - 1386 Władysław II Jagiełło 1434                                                                       |
| Współksiążęta Andory                       | - 1396 Galcerà de Vilanova 1415 - 1398 Izabela 1412 - 1398 Archibald 1412                               |
| Król Anglii                                | - 1399 Henryk IV 1413                                                                                   |
| Król Aragonii i Walencji, hrabia Barcelony | - 1396 Marcin I Ludzki 1410                                                                             |
| Władca Azteków                             | - 1395 Huitzilíhuitl 1417                                                                               |
| Elektor Brandenburgii                      | - 1388 Jodok z Moraw 1411                                                                               |
| Książę Bawarii-Ingolstadt                  | - 1375 Stefan III 1413                                                                                  |
| Książę Bawarii-Landshut                    | - 1393 Henryk XVI Bogaty 1450                                                                           |
| Książę Bawarii-Monachium                   | - 1397 Ernest 1438                                                                                      |
| Książę Burgundii                           | - 1364 Filip II Śmiały 1404                                                                             |
| Cesarz Bizancjum                           | - 1391 Manuel II Paleolog 1425                                                                          |
| Cesarz Chin                                | - 1398 Jianwen 1402 - 1402 Yongle 1424                                                                  |
| Król Cypru                                 | - 1398 Janusz 1432                                                                                      |
| Król Czech                                 | - 1378 Wacław IV Luksemburski 1419                                                                      |
| Król Danii                                 | - 1387 Małgorzata I 1412 - 1396 Eryk Pomorski 1439                                                      |
| Dalajlama                                  | - 1391 Gendun Drup 1474                                                                                 |
| Władca Egiptu                              | - 1399 An-Nasir Faradż 1405                                                                             |
| Cesarz Etiopii                             | - 1382 Dawid I 1413                                                                                     |
| Król Francji                               | - 1380 Karol VI 1422                                                                                    |
| Król Gruzji                                | - 1393 Jerzy VII 1407                                                                                   |
| Hrabia Holandii                            | - 1358 Albert 1404                                                                                      |
| Cesarz Japonii                             | - 1392 Go-Komatsu 1412                                                                                  |
| Kalif                                      | - 1389 Al-Mutawakkil I 1406                                                                             |
| Król Kastylii i Leónu                      | - 1390 Henryk III Chorowity 1406                                                                        |
| Patriarcha Konstantynopola                 | - 1397 Mateusz I 1410                                                                                   |
| Władca Korei                               | - 1400 Taejong 1418                                                                                     |
| Najwyższy książę litewski                  | - 1401 Jagiełło 1434                                                                                    |
| Wielki książę litewski                     | - 1392 Witold 1430                                                                                      |
| Cesarz Majapahitu                          | - 1389 Wikramawardhana 1429                                                                             |
| Sułtan Maroka                              | - 1398 Usman III 1421                                                                                   |
| Książę Mediolanu                           | - 1378 Giovanni Galeazzo 1402 - 1402 Giovanni Maria 1412                                                |
| Senior Monako                              | - 1397 Jan I 1402 - 1397 Ludwik 1402                                                                    |
| Wielki książę moskiewski                   | - 1389 Wasyl I 1425                                                                                     |
| Król Nawarry                               | - 1387 Karol III Szlachetny 1425                                                                        |
| Król Norwegii                              | - 1387 Małgorzata I 1412 - 1396 Eryk Pomorski 1442                                                      |
| Elektor Palatynatu                         | - 1398 Ruprecht III 1410                                                                                |
| Papież awinioński                          | - 1394 Benedykt XIII 1417                                                                               |
| Papież                                     | - 1389 Bonifacy IX 1404                                                                                 |
| Król Portugalii                            | - 1385 Jan I 1433                                                                                       |
| Cesarz Rzymski (niemiecki)                 | - 1400 Ruprecht z Palatynatu 1410                                                                       |
| Kapitanowie Regenci San Marino             | - 1402 Gozio di Mucciolino Landolino di Nicolino 1402 - 1402 Simone di Menghino Rigone di Giovanni 1402 |
| Książę Serbii                              | - 1389 Stefan IV Lazarewić 1402                                                                         |
| Despota Serbii                             | - 1402 Stefan IV Lazarević 1427                                                                         |
| Elektor Saksonii                           | - 1388 Rudolf III Saski 1419                                                                            |
| Król Szkocji                               | - 1390 Robert III Stewart 1406                                                                          |
| Król Szwecji                               | - 1389 Małgorzata 1412 - 1396 Eryk XIII Pomorski 1439                                                   |
| Król Tajlandii                             | - 1395 Ramracha Thirat 1409                                                                             |
| Sułtan Turków                              | - 1389 Bajazyd I 1402 - 1402 bezkrólewie 1413                                                           |
| Doża Wenecji                               | - 1400 Michele Steno 1413                                                                               |
| Król Węgier                                | - 1387 Zygmunt Luksemburski 1437                                                                        |
| Cesarz Wietnamu                            | - 1401 Hồ Hán Thương 1407                                                                               |
| Wielki mistrz zakonu krzyżackiego          | - 1393 Konrad von Jungingen 1407                                                                        |

Rok 1402 / MCDII
stulecia: XIV wiek ~
XV wiek ~
XVI wiek

lata: 1392 «
1397 «
1398 «
1399 «
1400 «
1401 «
1402
» 1403
» 1404
» 1405
» 1406
» 1407
» 1412

## Wydarzenia w Polsce
- 29 stycznia – Anna Cylejska została żoną Jagiełły i królową Polski.
- Luty – Ścibor ze Ściborzyc zaproponował w imieniu Zygmunta Luksemburskiego wzięcie w zastaw Nowej Marchii – jednak propozycja była obliczona na zdobycie większej ceny w negocjacjach z zakonem krzyżackim, który ostatecznie ową ziemię kupił za sumę wyższą niż proponowana Polsce
- Maj – Ulryk von Osten, pan Drezdenka, złożył hołd Jagielle i zobowiązał się do przejścia lenna na króla polskiego w razie swej bezpotomnej śmierci – hołd ów stał się przyczyną sporu między zakonem krzyżackim a Polską o Drezdenko

## Wydarzenia na świecie
- 1 maja – normandzki żeglarz w służbie króla Hiszpanii Jean de Béthencourt wypłynął z La Rochelle na podbój Wysp Kanaryjskich.
- 26 czerwca – zwycięstwo wojsk mediolańskich nad bolońskimi w bitwie pod Casalecchio.
- 17 lipca – Yongle został cesarzem Chin.
- 20 lipca – armia tatarsko-mongolska Tamerlana pokonała armię turecką sułtana Bajazyta (Bajezida). Największa bitwa kawaleryjska wszech czasów.
- 28 lipca – Timur zadał Turkom Osmańskim druzgocącą klęskę w bitwie pod Ankarą, osłabiając ich państwo na okres około półwiecza.

## Urodzili się
- 29 września – Ferdynand z Portugalii, syn króla Portugalii Jana I, mistrz zakonu Avis, błogosławiony katolicki (zm. 1443)

## Zmarli
- 7 maja – Amadeusz Sabudzki-Achajski, hrabia Piemontu i książę Achai (ur. 1363)
- 26 czerwca – Giovanni I Bentivoglio, szlachcic boloński i pierwszy z rodziny Bentivoglio, który rządził w Bolonii (ur. ?)
- zap. 13 lipca – Jianwen, cesarz Chin (ur. 1377)